# Liste des films d'animation de Barbie
 Pour plus de détails, voir Fiche technique et Distribution
La poupée Barbie a fait l'objet de nombreux films d'animation pour les jeunes enfants. 
Dès 1987, elle a connu des adaptations en courts-métrages à la télévision, mais c'est en 2001 que débute vraiment la production d'une large série de films mettant en scène ses aventures dans un univers de conte de fées dans lesquels elle tient plusieurs rôles. Dès 2006, les films commencent aussi à mettre en scène le personnage dans des histoires plus actuelles et modernes.
Ces films sortent directement en DVD et parfois également en Blu-ray depuis Barbie : Rêve de Danseuse Étoile. A partir de 2017, les films sortent directement sur la plateforme de streaming Netfilx depuis Barbie : la Magie des dauphins.

## Liste des films indépendants

### Années 2000
- 2001 : Barbie dans Casse-noisette (Barbie in the Nutcracker) de Owen Hurley
- 2002 : Barbie, princesse Raiponce (Barbie as Rapunzel) de Owen Hurley
- 2003 : Barbie et le Lac des cygnes (Barbie of Swan Lake) de Owen Hurley
- 2004 : Barbie : Cœur de princesse (Barbie as the Princess and the Pauper) de William Lau
- 2005 : Barbie et le Cheval magique (Barbie and the Magic of Pegasus) de Greg Richardson
- 2006 : Le Journal de Barbie (The Barbie Diaries) de Eric Fogel et Kallen Kagen
- 2006 : Barbie au bal des douze princesses (Barbie in the 12 Dancing Princesses) de Greg Richardson
- 2007 : Barbie, princesse de l'Île merveilleuse (Barbie as the Island Princess) de Greg Richardson
- 2008 : Barbie et le Palais de diamant (Barbie and the Diamond Castle) de Gino Nichele
- 2008 : Barbie et la Magie de Noël (Barbie in A Christmas Carol) de William Lau
- 2009 : Barbie présente Lilipucia (Barbie Presents: Thumbelina) de Conrad Helten
- 2009 : Barbie et les Trois Mousquetaires (Barbie and the Three Musketeers) de William Lau

### Années 2010
- 2011 : Barbie, apprentie princesse (Barbie: Princess Charm School) de Zeke Norton
- 2012 : Barbie : La Princesse et la Popstar (Barbie: The Princess & the Popstar) de Zeke Norton
- 2013 : Barbie : Rêve de danseuse étoile (Barbie in The Pink Shoes) de Owen Hurley
- 2014 : Barbie et la Magie des perles (Barbie: The Pearl Princess) de Kyran Kelly
- 2014 : Barbie et la Porte secrète (Barbie and the Secret Door) de Karen J. Lloyd
- 2015 : Barbie en super princesse (Barbie in Princess Power) de Zeke Norton
- 2015 : Barbie : Rock et Royales (Barbie in Rock'n Royals) de Karen J. Lloyd
- 2016 : Barbie : Agents secrets (Barbie: Spy Squad) de Conrad Helten
- 2016 : Barbie : Aventure dans les étoiles (Barbie: Star Light Adventure) de Andrew Tan et Michael Goguen
- 2017 : Barbie : Héroïne de jeu vidéo (Barbie: Video Game Hero) de Conrad Helten et Zeke Norton

## Liste des films en série

### SérieFairytopia
- 2005 : Barbie Fairytopia (Barbie: Fairytopia) de Walter P. Martishius et William Lau
- 2006 : Barbie Fairytopia: Mermaidia de Walter P. Martishius et William Lau
- 2007 : Barbie Fairytopia : Magie de l'arc-en-ciel (Barbie Fairytopia: Magic of the Rainbow) de William Lau
- 2008 : Barbie : Mariposa et ses amies les fées papillons (Barbie: Mariposa and her Butterfly Fairy Friends) de Conrad Helten
- 2013 : Barbie : Mariposa et le Royaume des fées (Barbie: Mariposa & the Fairy Princess) de William Lau

### SérieLe Secret des sirènes
- 2010 : Barbie et le Secret des sirènes (Barbie in A Mermaid Tale) de Adam L. Wood
- 2012 : Barbie : Le Secret des sirènes 2 (Barbie in A Mermaid Tale 2) de William Lau

### SérieLa Magie de la mode
- 2010 : Barbie : La Magie de la mode (Barbie: A Fashion Fairytale) de William Lau
- 2011 : Barbie : Le Secret des fées (Barbie: A Fairy Secret) de William Lau et Terry Klassen

### SérieBarbie et ses sœurs
- 2011 :  Barbie : Un merveilleux Noël (Barbie: A Perfect Christmas) de Terry Klassen et Mark Baldo
- 2013 : Barbie et ses sœurs au club hippique (Barbie & Her Sisters in A Pony Tale) de Kyran Kelly
- 2015 : Barbie et ses sœurs : La Grande Aventure des chiots (Barbie and Her Sisters in The Great Puppy Adventure) de Andrew Tan
- 2016 : Barbie et ses sœurs :  À la recherche des chiots (Barbie and Her Sisters In A Puppy Chase) de Conrad Helten et Michael Goguen

### Dans l'univers deDreamhouse Adventures/À deux c'est mieux
Les longs-métrages de cette liste se déroulent dans le même univers que la série télévisée Barbie Dreamhouse Adventures, diffusée entre 2018 et 2020, et de sa suite, Barbie : À deux c'est mieux, lancée en 2022, et qui se déroule après les événements de Barbie : Grande Ville, Grands Rêves.
- 2017 : Barbie : La Magie des dauphins (Barbie: Dolphin Magic) de Conrad Helten
- 2020 : Barbie : L'Aventure de princesse (Barbie: Princess Adventure) de Conrad Helten
- 2021 : Barbie et Chelsea : L'Anniversaire perdu (Barbie & Chelsea: The Lost Birthday) de Cassi Simonds
- 2021 : Barbie : Grande Ville, Grands Rêves (Barbie: Big City, Big Dreams) de Scott Pleydell-Pearce
- 2022 : Barbie : Le Pouvoir des sirènes (en) (Barbie: Mermaid Power) de Ron Myrick
- 2022 : Barbie : Epic Road Trip (en) (Barbie: Epic Road Trip) de Conrad Helten
- 2023 : Barbie : Skipper et la grande aventure de baby-sitting (en) (Barbie: Skipper and the Big Babysitting Adventure) de Steve Daye
- 2024 : Barbie et Stacie : le grand sauvetage (Barbie and Stacie to the Rescue) de Karin ter Haar

Prochainement
- 2025 : Barbie et Teresa : La Recette de l'amitié (Barbie and Teresa: Recipe for Friendship)

## Autres films

### FilmsMy Scene
En 2002, une nouvelle gamme intitulée My Scene est lancée par Mattel. Cette gamme reprend Barbie et ses amies mais dans des modèles se rapprochant plus des poupées Bratz, gamme concurrente de Barbie. Cette gamme a aussi connu des adaptations en films d'animation.
- 2004 : My Scene : Vacances dans les îles (My Scene: Jammin' in Jamaica) de Eric Fogel
- 2004 : My Scene : Soirée déguisée (My Scene: Masquerade Madness) de Eric Fogel
- 2005 : My Scene : Stars d'Hollywood - Le Film (My Scene Goes Hollywood - The Movie) de Eric Fogel

### Courts-métrages
- 1987 : Barbie et les Rockers (Barbie and the Rockers: Out of this World) de Bernard Deyriès
- 1987 : Barbie et les Sensations (Barbie and The Sensations: Rockin' Back to Earth) de Bernard Deyriès
- 2011 : Barbie et ses sœurs partent en voyage (Barbie: A Camping We Will Go) de Mark Baldo
- 2013 : Barbie : Un peu plus de magie (Barbie: Land of Sweets) de Owen Hurley

### Moyens métragesDreamtopia
Les moyens métrages de cette liste sont adaptés de la série télévisée Barbie: Dreamtopia, diffusée depuis 2016.
- 2016 : Barbie Dreamtopia (en) (Barbie: Dreamtopia) de Saul Blinkoff
- 2017 : Barbie Dreamtopia : Le Festival des Rêves (en) (Barbie Dreamtopia: Festival of Fun) de Eran Lazar
- 2023 : My First Barbie : Happy DreamDay de Kerr Holden

## Séries d'animation

### Séries télévisées
- 2002-2004 : Shelly Club (Kelly Dream Club) : 1 saison
- 2012-2015 : Barbie: Life in the Dreamhouse : 7 saisons
- 2018-2020 : Barbie Dreamhouse Adventures (Barbie: Dreamhouse Adventures) : 5 saisons
- 2022 : Barbie : À deux c'est mieux (en) (Barbie: It Takes Two) : 2 saisons
- Depuis 2023 : Barbie : Une touche de magie (en) (Barbie: A Touch of Magic) : 2 saisons
- Depuis 2024 : Les mystères de Barbie (Barbie Mysteries) : 1 saison

### Web-séries
- 2004-2008 : My Scene : 1 saison
- 2016 : Barbie Dreamtopia (en) - Mini-épisodes (Barbie Dreamtopia: Shorts) : 1 saison
- 2017-2018 : Barbie Dreamtopia (en) - La Série (Barbie Dreamtopia: The Series) : 1 saison
- 2021 : Barbie's Dreamworld : 1 saison
- 2022 : Barbie : Life in the City (Barbie: Life in the City) : 1 saison